# Pope ein Metaphysiker

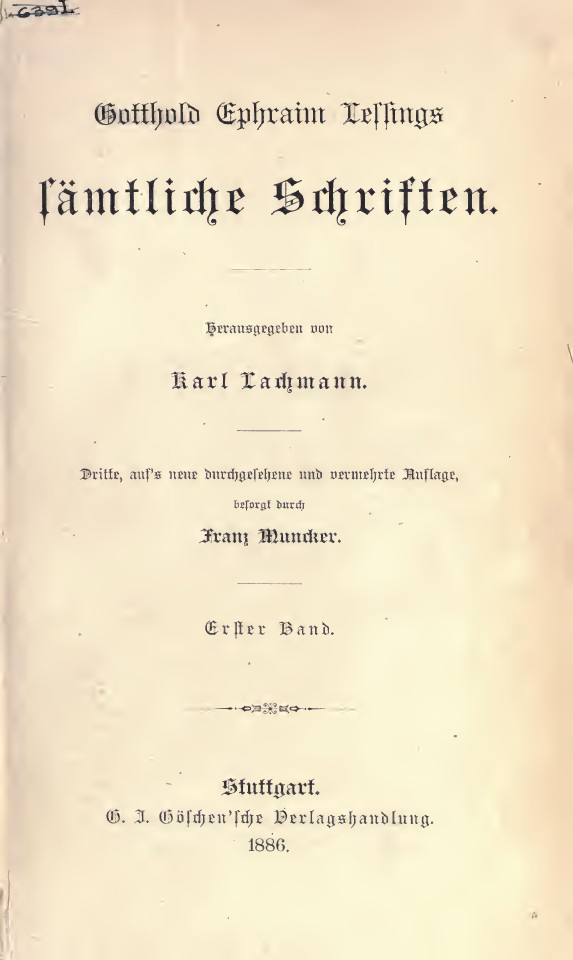
Raccolta del 1886 di opere di Lessing

Pope ein Metaphysiker è un saggio di Gotthold Lessing del 1755. Scritto in collaborazione con Moses Mendelssohn, è stato pubblicato in Analekten fur die Litteratur. Von Gotthold Ephraim Lessing nel 1785-1786, e quindi nel 1787, avendo come curatore Rudolph Albrecht Haller.
Il testo non è stato tradotto in italiano.

## Contenuto
Per Lessing il fine del teatro è quello di educare e istruire il pubblico.
Il saggio espone il concetto che poesia e filosofia devono rimanere concetti separati, cosa che in realtà aveva già scritto Aristotele secoli prima.
Ciò che attinge alla sfera del sentire non può infatti mescolarsi col linguaggio filosofico, che attinge dalla sfera dell'intelletto.